# Chenye-Kloster
Das Kloster Chenye (Chenye Gönpa, tibetisch སྤྱན་གཡས་དགོན་པ་ Wylie spyan gyas dgon pa „Rechtes-Auge-Gönpa“) ist ein ehemaliges Kloster der Kadam-Tradition aus dem 11. Jahrhundert. Es wurde von Geshe Dragpa (tib. dge bshes grags pa) gegründet und ist heute ein Gelugpa-Kloster.
Es befindet sich in der Gemeinde Gyelmen (rgyal sman; chin. Jiama 加麻乡) im Kreis Qonggyai (Chonggye) des Regierungsbezirks Shannan (Lhoka) im Autonomen Gebiet Tibet der Volksrepublik China.
Die kostbarste Reliquie war das rechte Auge des Shariputra, des Hauptschülers von Shakyamuni Buddha, wonach der Tempel als „Rechtes-Auge-Tempel“ (Chenye Lhakhang) benannt wurde.
Das Kloster steht auf der Liste der Denkmäler des Autonomen Gebiets Tibet.